# Aaron Feinberg
Aaron Feinberg (* 27. Juni 1981 in Gainesville, Florida) ist ein US-amerikanischer Inline-Skater. Feinberg startete im Alter von 12 Jahren mit dem Inlineskaten. In den Jahren 1997, 1998 und 1999 erreichte Feinberg jeweils einen Podestplatz bei den X-Games in der Disziplin Park. 1997 gewann er den Wettbewerb, in den beiden Folgejahren gewann er die Bronzemedaille. 2001 produzierte sein Sponsor Salomon mit dem Salomon Aaron Feinberg Pro Model Inline Skate Model 2001 einen eigenen Inline Skate Schuh. Feinberg konnte im 2003 erschienenen Videospiel Rolling als geheime Spielfigur freigespielt werden.
| Personendaten    | Personendaten                   |
| ---------------- | ------------------------------- |
| NAME             | Feinberg, Aaron                 |
| KURZBESCHREIBUNG | US-amerikanischer Inline-Skater |
| GEBURTSDATUM     | 27. Juni 1981                   |
| GEBURTSORT       | Gainesville (Florida)           |